# PyCharm
PyCharm es un entorno de desarrollo integrado (IDE) utilizado en programación informática, concretamente para el lenguaje de programación Python. Está desarrollado por la empresa checa JetBrains (antes conocida como IntelliJ). Proporciona análisis de código, un depurador gráfico, un probador de unidades integrado, integración con sistemas de control de versiones (VCS), y soporta el desarrollo web con Django, así como la ciencia de datos con Anaconda.
PyCharm es multiplataforma, con versiones para Windows, macOS y Linux. La Community Edition (edición comunitaria) se publica bajo la Licencia apache, y también hay una Professional Edition (edición profesional) con características adicionales publicada bajo una licencia propietaria financiada por suscripción y también una versión educativa.

## Características
- Asistencia y análisis de la codificación, con completado de código, resaltado de sintaxis y errores, integración de linters y correcciones rápidas.
- Navegación por el proyecto y el código: vistas especializadas del proyecto, vistas de la estructura de archivos y salto rápido entre archivos, clases, métodos y usos.
- Refactorización de Python: incluye renombrar, extraer método, introducir variable, introducir constante, tirar hacia arriba, empujar hacia abajo y otros.
- Soporte para frameworks web: Django, web2py y Flask [sólo edición profesional].[4]
- Depurador de Python integrado.
- Pruebas unitarias integradas, con cobertura de código línea por línea.
- Pitón de Motor de Aplicación de Google desarrollo [la edición profesional única]
- Integración del control de versiones: interfaz de usuario unificada para Mercurial, Git, Subversion, Perforce y CVS con listas de cambios y fusión.
- Soporte para herramientas científicas como matplotlib, numpy y scipy [sólo edición profesional][5]

Compite principalmente con otros IDE orientados a Python, incluyendo PyDev de Eclipse, y el más ampliamente enfocado IDE, Komodo.

## Complementos (plugins)
PyCharm proporciona una API para que los desarrolladores puedan escribir sus propios complementos para extender las características de PyCharm. Varios complementos de otros IDE de JetBrains también funcionan con PyCharm. Hay más de 1000 complementos que son compatibles con PyCharm.

## Historia
La versión beta se publicó en julio de 2010, y la 1.0 llegó 3 meses después. La versión 2.0 se publicó el 13 de diciembre de 2011, la 3.0 el 24 de septiembre de 2013 y la 4.0 el 19 de noviembre de 2014.
PyCharm Community Edition, la versión de código abierto de PyCharm, se lanzó el 22 de octubre de 2013.
| Versión  | Fecha de lanzamiento    |
| -------- | ----------------------- |
| 1.1.1    | 18 de enero de 2011     |
| 1.2.1    | 12 de abril de 2011     |
| 1.5.4    | 29 de agosto de 2011    |
| 2.0.2    | 7 de febrero de 2012    |
| 2.5.2    | 29 de junio de 2012     |
| 2.6.3    | 26 de octubre de 2012   |
| 2.7.4    | 11 de mayo de 2016      |
| 3.0.3    | 11 de mayo de 2016      |
| 3.1.4    | 11 de mayo de 2016      |
| 3.4.4    | 11 de mayo de 2016      |
| 4.0.7    | 11 de mayo de 2016      |
| 4.5.5    | 11 de mayo de 2016      |
| 5.0.6    | 18 de noviembre de 2016 |
| 2016.1.5 | 18 de noviembre de 2016 |
| 2016.2.3 | 7 de septiembre de 2016 |
| 2016.3   | 23 de noviembre de 2016 |
| 2017.1   | 24 de mayo de 2017      |
| 2017.2   | 26 de julio de 2017     |
| 2017.3   | 29 de noviembre de 2017 |
| 2018.1   | 28 de mayo de 2018      |
| 2018.2   | 25 de julio de 2018     |
| 2018.3   | 21 de noviembre de 2018 |
| 2019.1   | 27 de mayo de 2019      |
| 2019.2   | 24 de julio de 2019     |
| 2019.3   | 2 de diciembre de 2019  |
| 2020.1   | 8 de abril de 2020      |
| 2020.2   | 29 de julio de 2020     |
| 2020.3   | 2 de diciembre de 2020  |
| 2021.1   | 7 de abril de 2021      |
| 2021.2   | 28 de julio de 2021     |
| 2021.3   | 1 de diciembre de 2021  |

## Licencia
- PyCharm Professional Edition tiene varias opciones de licencia que difieren en sus características, precio y condiciones de uso.[9][10]
  - El uso general y comercial es de pago.
  - PyCharm Professional Edition es gratuito para proyectos de código abierto y para algunos usos educativos.[10]
  - La licencia Académica tiene un descuento o es gratuita.[11][12]
- PyCharm Community Edition se distribuye bajo licencia Apache 2, con el código fuente completo disponible en GitHub.[13]